# Joël Goffin
Pour les articles homonymes, voir Goffin.
Joël Goffin est un écrivain belge de langue française, né à Bruxelles le 18 avril 1963.

## Biographie
Joël Goffin est un écrivain chroniqueur, essayiste ainsi qu'un poète sous le pseudonyme de Sébastien Lise. Il est bibliothécaire.
Il a consacré des expositions à des auteurs belges (Norge, David Scheinert, Georges Rodenbach, etc.). Il est à l’origine de nombreuses plaques commémoratives qui rendent hommage à des écrivains et des peintres.
En 2005, il fut le commissaire de l’exposition Georges Rodenbach ou la légende de Bruges au Musée provincial Stéphane Mallarmé,.
Il se passionne pour le mouvement symboliste et plus particulièrement pour l’écrivain Georges Rodenbach et le peintre Fernand Khnopff.
Il consacre un site à Bruges-la-Morte de Georges Rodenbach qui reprend une étude sur le roman, des articles et des documents inédits. Il a notamment retranscrit des centaines d’articles de l’écrivain dont un choix a été publié.
Sous le pseudonyme de Sébastien Lise, il figure dans Piqués des vers ! : 300 coups de cœur poétiques.

## Œuvre
- Sur les pas des écrivains à Bruxelles, Octogone, 1997[7].
- Sur les pas des écrivains de Bruges à Damme, Octogone, 1998[8].
- Sur les pas des écrivains en Brabant, Octogone, 2000[9].
- Georges Rodenbach, 100 articles : chroniqueur parisien de la Belle Époque, Samsa, 2021[10],[11][réf. à confirmer].
- Le Quartier royal de Bruxelles : un chef-d’œuvre maçonnique, Samsa, 2022[12],[13],[14].
- La Dame au balancier de neige ; suivi de Haume de l'Être, Samsa, 2023[15].